# Elektromágnesség
Az elektromágnesség az elektromos és mágneses jelenségek gyűjtőneve.
Az elektromágneses mező az elektromos és mágneses mezők által létrehozott, a tér teljességét betöltő hatásmező. Míg az elektromos mező a statikus elektromosságot előidéző töltés eredménye (amely elektromos vezetőben elektromos áramot hoz létre), addig a mágneses mező az elektromos töltés mozgásából származik (mint egy elektromos vezetőben folyó áram) és az állandó mágnesekhez hasonló mágneses erőben nyilvánul meg. Az elektromágnesség kifejezés az elektromosság és mágnesség közeli kapcsolatára utal. Például a mágneses mező változása elektromágneses indukciónak nevezett elektromos mezőt hoz létre, amely lehetővé teszi olyan hétköznapi eszközök létezését, mint az áramfejlesztő generátorok (és dinamók), villanymotorok és transzformátorok. Az elektrodinamika az elektromágnesség és a mechanika közös területe, amely az elektromágneses mezőnek az elektromos töltésű részecskékre gyakorolt mechanikai hatásait tanulmányozza.

## Elektromágneses erő
Elektromágneses erőnek nevezik az elektromágneses mezőnek az elektromos töltésű részecskékre gyakorolt hatását. Ez a fajta erő a természet négy alap-erőinek egyike. A másik három: 1) az atommagot összetartó erős nukleáris erő, 2) a radioaktív bomlás bizonyos fajtáiért (Béta-bomlás) felelős gyenge nukleáris erő 3) a tömegvonzási (gravitációs) erő. A fizikai testek közötti minden kölcsönhatás (erő) végső soron e négy alapvető erő következménye, mégis a hétköznapi életünkben a gravitációtól eltekintve, gyakorlatilag minden jelenségért az elektromágneses erő felelős. Durva megközelítésben, az atomok közötti kölcsönhatásokban, minden erő az atom belsejében lévő elektromos töltésű protonokra és elektronokra ható elektromágneses erőre vezethető vissza. Például, mikor húzunk, vagy nyomunk valami tárgyat, az általunk kifejtett erő a testünk és a tárgy egyes molekulái közötti kölcsönhatás eredménye, sőt, az elektronok keringéséből adódó kölcsönhatásokon keresztül minden kémiai folyamat is ezen erőkön keresztül zajlik le.

## Elektromágneses sugárzás
Mindezeken felül, a fény- és rádióhullámok nem mások, mint az elektromágneses mező megháborításának mozgása, amit elektromágneses hullámoknak hívunk. Tehát minden optikai, vagy rádió-frekvenciás jelenség ténylegesen elektromágneses természetű.

## Története
William Gilbert – I. Erzsébet angol királynő udvari orvosa – az 1600-ban kiadott De Magnete, Magnetisque Corporibus et De Magno Magnete Tellure című könyvében leírta, hogy bár mind az elektromosság, mind a mágnesség képes tárgyakra vonzó- vagy taszító hatást kifejteni, mégis meglehetősen különböző jelenségek. A leglényegesebb különbséget abban látta, hogy a mágnesnek forgató hatása van, az elektromos erőnek pedig vonzó. Az elektromosság lehetséges taszító jellegét nem ismerte fel.
Tengerészek megfigyelték, hogy a villámcsapás mozgatni tudja az iránytűt, de a villám és az elektromosság közötti kapcsolatot csak Benjamin Franklin 1752-ben fedezte fel, amikor Leideni palackokat sztatikus elektromossággal töltött fel, és ezekkel elektromos szikrát keltett. Az elektromosság és a mágnesség kapcsolatát először Gian Domenico Romagnosi vette észre 1802-ben, mikoris észlelte, hogy egy Volta-elemre kapcsolt vezeték a közelben lévő iránytűt elfordítja, mégis ez a jelenség akkor vált köztudottá, amikor Hans Christian Ørsted 1820-ban egy sor hasonló kísérletet végzett.
Akkoriban még csak kevés tudós tételezte fel, hogy az elektromosság és a mágnesség között kapcsolat lehetséges, a két jelenséget teljesen külön kezelték. 1776-ban és 1777-ben a Baváriai Tudományos Akadémia díjat ajánlott fel annak, aki megválaszolja azt a kérdést, hogy van-e fizikai hasonlóság az elektromos és a mágneses erők között? A díjat senki sem kapta meg. Ugyanígy történt a Londoni Tudományos Társaság esetén is, akik 1808-ban szintén díjat ajánlottak fel ugyanezzel a kérdéssel.
1820 tavaszán végezte el először Ørsted híres kísérletét, az Oersted-kísérletet, amely rávilágított a mágnesesség és az elektromosság között fennálló kapcsolatra. Az egyetemi professzor éppen előadást tartott diákjainak, amikor meglepő dolog történt. Egy egyszerű kísérlettel kezdődött, amiben Oersted azt kívánta bemutatni diákjainak, ahogyan az elektromos áram felmelegít egy platinavezetéket. Oersted ekkoriban még sem az elektromosság, sem a mágnesség kutatásával nem foglalkozott, egyik sem érdekelte igazán. Ennek ellenére a kísérleti asztalon egy iránytű is volt, amikor a fenti bemutatót elkezdte. Amikor bekapcsolta az áramot a vezetékbe, azt vette észre, hogy az iránytű egy pillanatra megrezzent, majd kissé elfordult. Amikor kikapcsolta az áramot, visszatért eredeti helyzetébe. Oersted diákjai nagyon lelkesek voltak a kísérlettől, ő azonban zavarba jött, és más témára váltott. Három hónapig nem is foglalkozott a kérdéssel, csak 1820 nyarán vette elő megint. Kísérletezni kezdett az elektromos áram által keltett erővel, mert arra volt kíváncsi, hogy az vonzó- vagy taszítóerőként hat-e a mágnesre. Elmozdította a vezetéket, és a mágnestűhöz képest fölé, mellé, alá helyezte. Megfordította az áram irányát. Két vezetéket alkalmazott egy helyett. Minden változtatás után megfigyelte az áram hatását a mágnestűre. Végül rájött, hogy az áram mind vonzó-, mind taszítóerőt létrehoz egyszerre, a hatás a mágnestű és a vezeték kölcsönös helyzetétől függ. Több hónapos kísérletezés után megállapította, hogy az elektromos áram által keltett mágneses erő egy teljesen újfajta erő, ami különbözik minden más erőtől, amit Newton leírt. Ez az erő nem egyenes vonalban fejtette ki hatását, hanem egy kör mentén a vezeték körül, amiben az áram folyt. „Világosan látszik” - írta - „, hogy az elektromossággal átjárt vezetékek mágneses tulajdonságot mutatnak.” Ez az egyetlen ismert nagy tudományos felfedezés, ami óra közben, diákok előtt zajlott le.
Hans Christian Ørsted kísérletei alapján André-Marie Ampère formálta meg azóta híressé vált elektromágneses elméletét, mely a későbbi kísérleteknek matematikai alapot adott.

### Elektrodinamika
Egy sor különböző fizikus által a 19. század során kifejlesztett és James Clerk Maxwell által egységes elméletté formált elmélet az, amit ma klasszikus elektromágnesség néven ismerünk. Maxwell fedezte fel a fény elektromágneses természetét. Míg az elektromágneses mezőt az úgynevezett Maxwell-egyenletek, addig az elektromágneses erőket a Lorentz-törvény írja le.
A klasszikus elektromágnesség egyik különlegessége az, hogy nehéz a klasszikus mechanikával egyeztetni, de a speciális relativitáselmélettel összhangban áll. Maxwell egyenletei szerint a fény sebessége egy általános állandó, mely csupán a vákuum dielektromos állandójától és mágneses permeabilitástól függ. Az, hogy a fénysebesség minden rendszerben állandó, ellentmondásban van a klasszikus mechanikában elfogadott sebességösszeadással. A klasszikus mechanika és a Maxwell-elmélet megbékítésének egyik módja egy olyan közeg feltételezése, mely a fény közvetítő közege, az úgynevezett éteré, de kísérletek nem igazolták ez éter létezését. 1905-ben Albert Einstein a problémát a speciális relativitáselméletének felállításával oldotta meg, mely a klasszikus kinematika helyett a klasszikus elektromágnességgel összeegyeztethető új kinematikai elméletet állít fel.
Érdekes módon, Einstein ugyanabban az évben kiadott korábbi művében aláásta a klasszikus elektromágnesség alapját. A fotoelektromos hatás elmélete lerögzítette, hogy a fény nem csak hullámként, hanem diszkrét részecskeszerű minőségben (hullám-részecske kettősség) is létezhet, melyet azóta fotonként ismerünk. Einstein fotoelektromos hatás elmélete jelentősen kiterjesztette Max Planck által 1900-ban bemutatott ibolyántúli katasztrófa megoldásában jelentkezett bepillantást. Munkájában Planck megmutatta, hogy forró tárgyak az elektromágneses sugárzást különálló csomagokban bocsátják ki, így a feketetest-sugárzás teljes energiakibocsátása véges. Einstein és Planck elmélete egyaránt ellentmondanak az addigi általános szemléletnek, amely a fényt folytonos hullámnak tekintette, és nagyban hozzájárultak a kvantummechanika 1925-ben való kialakulásához, mely azután egyfajta kvantumelméletet követelt elektromágnességnek. 1940-ben fejezték be a ma kvantum-elektrodinamikának (QED) nevezett elméletet, amelyet a fizika legpontosabb elméletének tekintenek.
A standard modell az elektrodinamikát egyesítette a gyenge kölcsönhatás és az erős kölcsönhatás elméletével.

## Mértékegységek
| Az elektromágnesség SI mértékegységei | Az elektromágnesség SI mértékegységei | Az elektromágnesség SI mértékegységei | Az elektromágnesség SI mértékegységei | Az elektromágnesség SI mértékegységei |
| Mennyiség neve                        | Jele                                  | Mértékegység neve                     | Jele                                  | Mértékegység                          |
| ------------------------------------- | ------------------------------------- | ------------------------------------- | ------------------------------------- | ------------------------------------- |
| Elektromos áramerősség                | I                                     | Amper                                 | A                                     | A                                     |
| Elektromos töltés                     | Q                                     | coulomb                               | C                                     | A·s                                   |
| Elektromos feszültség                 | U                                     | volt                                  | V                                     | J/C = kg·m2·s−3·A−1                   |
| Ellenállás, Impedancia, Reaktancia    | R                                     | ohm                                   | Ω                                     | V/A = kg·m2·s−3·A−2                   |
| Fajlagos ellenállás                   |                                       | ohm méter                             |                                       | Ω·m = kg·m3·s−3·A−2                   |
| Elektromos teljesítmény               | P                                     | watt                                  | W                                     | V·A = kg·m2·s−3                       |
| Kapacitás                             | C                                     | farad                                 | F                                     | C/V = kg−1·m−2·A2·s4                  |
| Elektromos vezetőképesség             |                                       | siemens                               | S                                     | Ω−1 = kg−1·m−2·s3·A2                  |
| Fajlagos vezetőképesség               |                                       | siemens per méter                     |                                       | S/m = kg−1·m−3·s3·A2                  |
| Elektromos térerősség                 | E                                     | volt / méter                          |                                       | V·m−1                                 |
| Elektromos eltolás                    | D                                     | coulomb / méter²                      |                                       | C·m−2 = A·s·m−2                       |
| Dielektromos állandó                  | ε                                     | farad / méter                         |                                       | F/m = kg−1·m−3·A2·s4                  |
| Elektromos szuszceptibilitás          | χe                                    |                                       |                                       |                                       |
| Mágneses fluxus                       |                                       | weber                                 | Wb                                    | V·s = kg·m2·s−2·A−1                   |
| Mágneses indukció                     | B                                     | tesla                                 | T                                     | Wb/m2 = kg·s−2·A−1                    |
| Mágneses térerősség                   | H                                     | amper / méter                         |                                       | A·m−1                                 |
| Permeabilitás                         | μ                                     |                                       |                                       |                                       |
| Mágneses szuszceptibilitás            | χm                                    |                                       |                                       |                                       |
| Mágneses ellenállás                   |                                       | amper (tekercs) / weber               |                                       | A/Wb = kg−1·m−2·s2·A2                 |
| Induktancia                           |                                       | henry                                 | H                                     | Wb/A = V·s/A = kg·m2·s−2·A−2          |
| Fajlagos áteresztőképesség            |                                       | henry per méter                       |                                       | H/m = kg·m·s−2·A−2                    |